# País de Vitré
El País de Vitré (bretó Bro Gwitreg) és un país (Llei Voynet), que aplega una comunitat d'aglomeració i dues comunitats de comunes: Vitré-Comunitat, País de la Roche-aux-Fées i País guerchais, per una convenció d'associació.

## Orientacions del País
El País de Vitré ha adoptat una carta basada en els principis següents:
- Identitat forta: dotar el territori d'una identitat econòmica, cultural i mediambiental forta i oberta a l'exterior.
- Un envit de qualitat de vida i medi ambient: fer del medi ambient i de l'urbanisme un avantatge en termes de qualitat de vida i imatge per al país.
- Cap a la plena ocupació: Mobilitzar les iniciatives a favor del desenvolupament econòmic del País de Vitré - Porta de Bretanya.
- Una qualitat de serveis i de comunitats solidàries: enriquir el territoei en equipaments col·lectius i serveis aportats a la població.

## Les 63 comunes
| Cantó d'Argentré-du-Plessis 1. Argentré-du-Plessis ; 2. Brielles ; 3. Domalain ; 4. Étrelles ; 5. Gennes-sur-Seiche ; 6. Le Pertre ; 7. Saint-Germain-du-Pinel ; 8. Torcé ; 9. Vergéal. Cantó de Châteaubourg 1. Châteaubourg ; 2. Domagné ; 3. Louvigné-de-Bais ; 4. Saint-Didier ; 5. Saint-Jean-sur-Vilaine. Cantó de Janzé 1. Amanlis ; 2. Boistrudan ; 3. Brie ; 4. Janzé ; 5. Piré-sur-Seiche. 6. (menys Corps-Nuds) | Cantó de La Guerche-de-Bretagne 1. Availles-sur-Seiche ; 2. Bais ; 3. Chelun ; 4. Drouges ; 5. Eancé ; 6. La Guerche-de-Bretagne ; 7. Moutiers ; 8. Moulins ; 9. Moussé ; 10. Rannée ; 11. La Selle-Guerchaise ; 12. Visseiche. Cantó de Retiers 1. Arbrissel ; 2. Coësmes ; 3. Essé ; 4. Forges-la-Forêt ; 5. Marcillé-Robert ; 6. Martigné-Ferchaud ; 7. Retiers ; 8. Sainte-Colombe ; 9. Le Theil-de-Bretagne ; 10. Thourie. | Cantó de Vitré-Est 1. Balazé ; 2. Bréal-sous-Vitré ; 3. La Chapelle-Erbrée ; 4. Châtillon-en-Vendelais ; 5. Erbrée ; 6. Mondevert ; 7. Montautour ; 8. Princé ; 9. Saint-M'Hervé ; 10. Vitré (fracció); Cantó de Vitré-Oest 1. Champeaux ; 2. Cornillé ; 3. Landavran ; 4. Marpiré ; 5. Mecé ; 6. Montreuil-des-Landes ; 7. Montreuil-sous-Pérouse ; 8. Pocé-les-Bois ; 9. Saint-Aubin-des-Landes ; 10. Saint-Christophe-des-Bois ; 11. Taillis ; 12. Val-d'Izé ; 13. Vitré (fracció). |